# Liste des guerres de la Belgique
Cette liste regroupe les guerres et conflits ayant eu lieu sur l'actuel territoire belge ou ayant vu la participation de la Belgique sous ses différentes entités. Voici une légende facilitant la lecture de l'issue des guerres ci-dessous :
- Victoire belge
- Défaite belge
- Autre résultat (par exemple un traité ou une paix sans un résultat clair, un statu quo ante bellum, un résultat inconnu ou indécis)
- Conflit en cours

| Début             | Fin              | Nom du conflit                 | Belligérants | Belligérants | Lieu | Issue |
| Début             | Fin              | Nom du conflit                 | Alliés (y compris la Belgique) | Ennemis | Lieu | Issue |
| ----------------- | ---------------- | ------------------------------ | --- | --- | --- | --- |
| 25 août 1830      | 21 juillet 1831  | Guerre belgo-néerlandaise      | Royaume de Belgique Royaume de France | Royaume uni des Pays-Bas | Belgique, Pays-Bas | Victoire belge Indépendance de la Belgique |
| 28 juillet 1914   | 11 novembre 1918 | Première Guerre mondiale       | Alliés : - Royaume de Serbie - Empire russe (1914-1917) puis RSFS de Russie (1917 - mars 1918) - France - Belgique - Luxembourg - Royaume-Uni de Grande-Bretagne et d'Irlande - Royaume du Monténégro - Empire du Japon - Royaume d'Italie (1915-1918) - Portugal (1916-1918) - Royaume de Roumanie (1916-1918) - États-Unis (1917-1918) - Royaume de Grèce (1917-1918) - Et autres...                                   | Empires centraux : - Autriche-Hongrie - Empire allemand - Empire ottoman - Royaume de Bulgarie (1915-1918) | Europe, Afrique, Moyen-Orient, Chine, Océanie Océan Pacifique, Océan Atlantique                                                   | Victoire des Alliés Libération de la Belgique occupée Annexion des cantons de l'Est Traité de Saint-Germain-en-Laye (1919) Traité de Trianon (1920) Traité de Sèvres (1920) |
| 10 mai 1940       | 7 décembre 1945  | Seconde Guerre mondiale        | Alliés : Pologne France (1939-1940) puis France libre Royaume-Uni Australie Nouvelle-Zélande Union d'Afrique du Sud Canada Danemark (1940-1945) Norvège (1940-1945) Pays-Bas (1940-1945) Belgique (1940-1945) Luxembourg (1940-1945) Royaume de Grèce (1940-1945) Royaume de Yougoslavie (1941-1945) Union soviétique (1941-1945) États-Unis (1941-1945) République de Chine (1941-1945) Brésil (1942-1945) Et autres... | Axe : Reich allemand Empire du Japon Royaume d'Italie (1939-1943) Royaume de Hongrie (1940-1945) Royaume de Roumanie (1940-1944) Royaume de Bulgarie (1941-1944) État indépendant de Croatie (1941-1945) Thaïlande République slovaque Et autres... | Europe, Océan Pacifique, Asie, Moyen-Orient, Mer Méditerranée, Océan Atlantique, Afrique, Océanie, Océan Indien, Amérique du Nord | Victoire des Alliés Chute du Troisième Reich Occupation de l'Allemagne et du Japon par les Alliés Création de l'ONU Début du processus de décolonisation Émergence des États-Unis et de l'URSS en tant que superpuissances Bipolarisation, menant vers le début de la Guerre froide |
| 25 juin 1950      | 27 juillet 1953  | Guerre de Corée                | Nations unies : Australie Belgique Canada Colombie Corée du Sud États-Unis Éthiopie France Royaume de Grèce Luxembourg Pays-Bas Nouvelle-Zélande Philippines Thaïlande Turquie Royaume-Uni Afrique du Sud | Corée du Nord Union soviétique Chine | Corée | Armistice de Panmunjeom |
| 13 mai 1978       | juin 1978        | Deuxième Guerre du Shaba       | Zaïre France Belgique Maroc | Front national de libération du Congo | Shaba | Victoire zaïroise et troupes alliées |
| 6 mars 1998       | 10 juin 1999     | Guerre du Kosovo               | Armée de libération du Kosovo OTAN : Allemagne Belgique Canada Espagne États-Unis République tchèque Danemark France Italie Luxembourg Norvège Pays-Bas Portugal Royaume-Uni Turquie | RF Yougoslavie | Kosovo | Résolution 1244 du Conseil de sécurité des Nations unies |
| 2005              | 2012             | Guerre d’Afghanistan           | Afghanistan FIAS : Albanie Allemagne Australie Belgique Canada Croatie Danemark Espagne États-Unis France Italie Lituanie Norvège Nouvelle-Zélande Pakistan Pologne Portugal République tchèque Roumanie Royaume-Uni Suède Turquie | Taliban Réseau Haqqani Al-Qaïda Mouvement islamique d'Ouzbékistan Hezb-e-Islami Gulbuddin Lashkar-e-Toiba Jaish-e-Mohammed Tehrik-e-Taliban Pakistan                                                                                                | Afghanistan | Talibans chassés du pouvoir mais qui mènent une activité de guérilla dans l'ensemble du pays. |
| 15 février 2011   | 23 octobre 2011  | Guerre civile libyenne         | Conseil national de transition ONU Qatar Émirats arabes unis Jordanie Soudan Égypte Tunisie OTAN : France Royaume-Uni États-Unis Canada Belgique Italie | Jamahiriya arabe libyenne | Libye | Victoire des coalisés Chute de la Jamahiriya arabe libyenne |
| 24 septembre 2014 | —                | Guerre contre l'État islamique | Coalition internationale : - Arabie saoudite - Australie - Bahreïn - Belgique - Canada - Danemark - Émirats arabes unis - États-Unis - France - Irak - Jordanie - Koweït - Liban - Maroc - Pays-Bas - Qatar - Royaume-Uni - Turquie - Et autres… Iran Russie Syrie | État islamique | Syrie et Irak | en cours |